# Parafia św. Filoteusza w Montpellier
Parafia św. Filoteusza – etnicznie grecka parafia prawosławna w Montpellier. 